# Giuseppe Papadopulo
Giuseppe Papadopulo (Casale Marittimo, 2 febbraio 1948) è un ex calciatore e allenatore di calcio italiano, di ruolo difensore.

## Carriera

### Giocatore
Inizia la propria carriera di calciatore tra le file del Livorno, con il quale gioca per il triennio 1966-1969 in Serie B.
Si trasferisce quindi alla Lazio, in Serie A, per il triennio seguente, in cui guadagna un posto da titolare, vince una Coppa delle Alpi nel 1971 e, l'anno successivo, l'ultimo in biancoceleste, raggiunge il secondo posto finale nel campionato di Serie B 1971-1972, valido per la promozione che vale ai laziali di Tommaso Maestrelli il ritorno immediato in massima serie.
Papadopulo resta tuttavia fra i cadetti, trasferendosi al Brindisi, in cui milita per due stagioni, poi passa all'Arezzo, di cui veste la maglia per altri due anni: nel 1974-1975 retrocede in Serie C e nel 1975-1976 è confermato nella rosa della squadra, che chiuderà  settima.
Seguono delle esperienze alla Salernitana, che chiude sesta in un campionato di terza serie molto equilibrato, e al neopromosso Bari, in Serie B, per il biennio 1977-1979.
Termina la propria carriera di calciatore al Cecina, in Serie D (in seguito ridenominata Campionato Interregionale), per poi incominciare, nella stessa società, il proprio percorso da allenatore.

### Allenatore

#### Gli inizi: Cecina, vice alla Casertana, poi Sorrento e Licata
Ha iniziato la propria carriera da allenatore nel Campionato Interregionale col Cecina nel 1984. L'anno successivo passa alla Casertana, diventando vice allenatore per un biennio (1985-1987), al fianco del mister Giuseppe Materazzi, e la stagione dopo passa al Sorrento, per poi andare, l'annata a venire, al Licata, società promossa e debuttante in Serie B, che lo esonera prima della fine della stagione.

#### Le prime promozioni in Serie B con l'Acireale e la Fidelis Andria
Nel 1992, dopo due anni al Monopoli e uno al Perugia, in Serie C1, passa all'Acireale. Pur giungendo in terza posizione in classifica in Serie C1 e perdendo lo spareggio-promozione sul campo neutro di Foggia contro la sua ex squadra, il Perugia, raggiunge la promozione in Serie B, che ottiene in seguito al caso Siracusa-Perugia, la cui conseguenza giudiziaria è la revoca della promozione agli umbri per illecito.
Termina la stagione 1993-1994, all'esordio assoluto del club siciliano nella seconda serie nazionale, al sedicesimo posto, per poi ottenere la salvezza vincendo ai tiri di rigore lo spareggio contro il Pisa a Salerno. Inoltre, nel vivaio dell'Acireale, tra i protagonisti della promozione e della successiva storica salvezza raggiunta, il calciatore e futuro allenatore Walter Mazzarri. Papadopulo non viene però confermato dalla società granata per l'annata successiva e viene sostituito da Fausto Silipo.
Per la stagione 1994-1995 viene ingaggiato dall'Avellino, del presidente Antonio Sibilia, in Serie C1. Nonostante il secondo posto in campionato, il tecnico viene sollevato dall'incarico di allenatore a tre giornate dalla fine del campionato e sostituito da Zbigniew Boniek.
Nell'estate del 1995 passa al Livorno dove perde la finale playoff per andare in C1 ai rigori contro la Fermana, prima di approdare alla Fidelis Andria, dove ottiene una nuova promozione in serie cadetta e il dodicesimo posto in Serie B l'anno seguente.

#### Gli anni a Siena
Seguono le esperienze con Lucchese, Cremonese, Crotone e Siena.
Con i toscani ottiene le maggiori soddisfazioni, avendo raccolto in tre anni una salvezza con rimonta nel girone di ritorno grazie a 30 punti ottenuti nelle ultime 13 partite in Serie B, una promozione in Serie A (2002-2003) con vittoria del campionato ed una salvezza in A l'anno successivo.

#### Le parentesi con Lazio e Palermo
Nella stagione 2004-2005 allena la Lazio, squadra nella quale ha militato anche da calciatore, subentrando a metà campionato al tecnico Mimmo Caso. Guida i biancocelesti al tredicesimo posto, ottenendo l'accesso in Coppa Intertoto e centrando al suo esordio sulla panchina laziale, il 6 gennaio 2005, una vittoria nel derby per 3-1. Non viene confermato dal presidente Claudio Lotito, che per la stagione successiva sceglierà al suo posto Delio Rossi.
Nel 2006 subentra a Luigi Delneri sulla panchina del Palermo, firmando un contratto sino a fine stagione. Sotto la sua guida i rosanero raggiungono gli ottavi di finale di Coppa UEFA. Il 31 maggio rinnova per un altro anno il contratto coi siciliani, ma a fine annata non viene confermato.

#### Lecce: dalla promozione in Serie A all'addio
Il 24 dicembre 2006 è assunto dal Lecce, in Serie B, per sostituire Zdeněk Zeman, esonerato dopo 18 giornate del campionato 2006-2007. Sotto la sua guida la squadra si classifica al nono posto. Nella stagione 2007-2008 il Lecce ottiene il terzo posto in serie cadetta, ottenendo la possibilità di giocare i play-off per la promozione in Serie A con Pisa, Brescia e AlbinoLeffe. Il 15 giugno 2008 la squadra di Papadopulo si aggiudica la promozione in Serie A dopo la partita terminata 1-1 allo Stadio Via del Mare contro l'AlbinoLeffe.
Malgrado il proficuo campionato disputato dal Lecce (83 punti raccolti, miglior difesa, minore numero di sconfitte, maggiore differenza reti), l'allenatore non prosegue la propria esperienza come tecnico dei salentini. La notizia del suo abbandono, dovuta a divergenze con il direttore generale del club Guido Angelozzi, viene resa nota da alcuni siti web nello stesso mese di giugno e l'amministratore delegato giallorosso Fenucci dichiara di aver appreso della decisione tramite Internet.

#### Bologna, dalla salvezza all'esonero
Il 14 aprile 2009 è assunto dal Bologna per sostituire il serbo Siniša Mihajlović, con la squadra al terzultimo posto della classifica. Con lui in panchina, i felsinei raccolgono 11 punti nelle ultime sette partite della stagione, raggiungendo la salvezza all'ultima giornata. Terminato il campionato, Papadopulo viene confermato alla guida della società emiliana per la stagione 2009-2010. A causa di una crisi di risultati, con soli 6 punti fatti in otto partite e nonostante un buon pareggio contro la Juventus a Torino (1-1), viene sostituito da Franco Colomba il 20 ottobre 2009.

#### La breve esperienza al Torino
Il 9 marzo 2011 subentra all'esonerato Franco Lerda alla guida del Torino. Undici giorni dopo, in seguito a due giornate di campionato caratterizzate da altrettante sconfitte (l'esordio casalingo contro il Livorno e la successiva trasferta contro il Frosinone), la dirigenza torinista decide di sollevarlo dall'incarico a vantaggio dello stesso Lerda, di ritorno sulla panchina granata.

## Statistiche

### Statistiche da allenatore
In grassetto le competizioni vinte.
| Stagione              | Squadra               | Campionato            | Campionato | Campionato | Campionato | Campionato | Coppe nazionali | Coppe nazionali | Coppe nazionali | Coppe nazionali | Coppe nazionali | Coppe continentali | Coppe continentali | Coppe continentali | Coppe continentali | Coppe continentali | Altre coppe | Altre coppe | Altre coppe | Altre coppe | Altre coppe | Totale | Totale | Totale | Totale | % Vittorie | Piazzamento       |
| Stagione              | Squadra               | Comp                  | G          | V          | N          | P          | Comp            | G               | V               | N               | P               | Comp               | G                  | V                  | N                  | P                  | Comp        | G           | V           | N           | P           | G      | V      | N      | P      | %          | Piazzamento       |
| --------------------- | --------------------- | --------------------- | ---------- | ---------- | ---------- | ---------- | --------------- | --------------- | --------------- | --------------- | --------------- | ------------------ | ------------------ | ------------------ | ------------------ | ------------------ | ----------- | ----------- | ----------- | ----------- | ----------- | ------ | ------ | ------ | ------ | ---------- | ----------------- |
| 1984-1985             | Cecina                | Int.                  | 30         | 12         | 7          | 11         |                 | -               | -               | -               | -               | -                  | -                  | -                  | -                  | -                  | -           | -           | -           | -           | -           | 30     | 12     | 7      | 11     | 40,00      | 9º                |
| 1987-1988             | Sorrento              | C2                    | 34         | 12         | 14         | 8          | CI-C            | 6               | 1               | 3               | 2               | -                  | -                  | -                  | -                  | -                  | -           | -           | -           | -           | -           | 40     | 13     | 17     | 10     | 32,50      | 5º                |
| 1988-gen. 1989        | Licata                | B                     | 17         | 3          | 7          | 7          | CI              | 5               | 1               | 0               | 4               | -                  | -                  | -                  | -                  | -                  | -           | -           | -           | -           | -           | 22     | 4      | 7      | 11     | 18,18      | Eson.             |
| dic. 1989-1990        | Monopoli              | C1                    | 20         | 6          | 7          | 7          | CI-C            | -               | -               | -               | -               | -                  | -                  | -                  | -                  | -                  | -           | -           | -           | -           | -           | 20     | 6      | 7      | 7      | 30,00      | Sub. 11º          |
| 1990-1991             | Monopoli              | C1                    | 34         | 8          | 17         | 9          | CI-C            | 6               | 3               | 1               | 2               | -                  | -                  | -                  | -                  | -                  | -           | -           | -           | -           | -           | 40     | 11     | 18     | 11     | 27,50      | 12º               |
| Totale Monopoli       | Totale Monopoli       | Totale Monopoli       | 54         | 14         | 24         | 16         |                 | 6               | 3               | 1               | 2               |                    | -                  | -                  | -                  | -                  |             | -           | -           | -           | -           | 60     | 17     | 25     | 18     | 28,33      |                   |
| set.-dic. 1991        | Perugia               | C1                    | 12         | 2          | 7          | 3          | CI+CI-C         | -               | -               | -               | -               | -                  | -                  | -                  | -                  | -                  | -           | -           | -           | -           | -           | 12     | 2      | 7      | 3      | 16,67      | Sub., Eson.       |
| 1992-1993             | Acireale              | C1                    | 34         | 13         | 18         | 3          | CI-C            | 4               | 1               | 0               | 3               | -                  | -                  | -                  | -                  | -                  | -           | -           | -           | -           | -           | 38     | 14     | 18     | 6      | 36,84      | 3º (prom.)        |
| 1993-1994             | Acireale              | B                     | 38         | 8          | 19         | 11         | CI              | 1               | 0               | 0               | 1               | -                  | -                  | -                  | -                  | -                  | -           | -           | -           | -           | -           | 39     | 8      | 19     | 12     | 20,51      | 16º               |
| Totale Acireale       | Totale Acireale       | Totale Acireale       | 72         | 21         | 37         | 14         |                 | 5               | 1               | 0               | 4               |                    | -                  | -                  | -                  | -                  |             | -           | -           | -           | -           | 77     | 22     | 37     | 18     | 28,57      |                   |
| 1994-mag. 1995        | Avellino              | C1                    | 31         | 15         | 12         | 4          | CI-C            | 2               | 1               | 0               | 1               | -                  | -                  | -                  | -                  | -                  | -           | -           | -           | -           | -           | 33     | 16     | 12     | 5      | 48,48      | Eson.             |
| nov. 1995-1996        | Livorno               | C2                    | 23+3       | 12+1       | 8+1        | 3+1        | CI-C            | -               | -               | -               | -               | -                  | -                  | -                  | -                  | -                  | -           | -           | -           | -           | -           | 26     | 13     | 9      | 4      | 50,00      | Sub. 2º           |
| 1996-1997             | Fidelis Andria        | C1                    | 34         | 17         | 13         | 4          | CI+CI-C         | 2+8             | 1+4             | 0+3             | 1+1             | -                  | -                  | -                  | -                  | -                  | -           | -           | -           | -           | -           | 44     | 22     | 16     | 6      | 50,00      | 1º (prom.)        |
| 1997-1998             | Fidelis Andria        | B                     | 38         | 11         | 15         | 12         | CI              | 4               | 2               | 0               | 2               | -                  | -                  | -                  | -                  | -                  | -           | -           | -           | -           | -           | 42     | 13     | 15     | 14     | 30,95      | 12º               |
| Totale Fidelis Andria | Totale Fidelis Andria | Totale Fidelis Andria | 72         | 28         | 28         | 16         |                 | 14              | 7               | 3               | 4               |                    | -                  | -                  | -                  | -                  |             | -           | -           | -           | -           | 86     | 35     | 31     | 20     | 40,70      |                   |
| ott. 1998-mar. 1999   | Lucchese              | B                     | 21         | 5          | 6          | 10         | CI              | -               | -               | -               | -               | -                  | -                  | -                  | -                  | -                  | -           | -           | -           | -           | -           | 21     | 5      | 6      | 10     | 23,81      | Sub., Eson.       |
| gen.-giu. 2000        | Cremonese             | C1                    | 18+2       | 4+1        | 7+0        | 7+1        | CI+CI-C         | -               | -               | -               | -               | -                  | -                  | -                  | -                  | -                  | -           | -           | -           | -           | -           | 20     | 5      | 7      | 8      | 25,00      | Sub., 16º (retr.) |
| set. 2000-2001        | Crotone               | B                     | 34         | 14         | 8          | 12         | CI              | -               | -               | -               | -               | -                  | -                  | -                  | -                  | -                  | -           | -           | -           | -           | -           | 34     | 14     | 8      | 12     | 41,18      | Sub., 9º          |
| 2001-2002             | Siena                 | B                     | 28         | 11         | 8          | 9          | CI              | 7               | 3               | 1               | 3               | -                  | -                  | -                  | -                  | -                  | -           | -           | -           | -           | -           | 35     | 14     | 9      | 12     | 40,00      | Eson., sub. 12º   |
| 2002-2003             | Siena                 | B                     | 38         | 17         | 16         | 5          | CI              | 3               | 0               | 2               | 1               | -                  | -                  | -                  | -                  | -                  | -           | -           | -           | -           | -           | 41     | 17     | 18     | 5      | 41,46      | 1º (prom.)        |
| 2003-2004             | Siena                 | A                     | 34         | 8          | 10         | 16         | CI              | 4               | 2               | 0               | 2               | -                  | -                  | -                  | -                  | -                  | -           | -           | -           | -           | -           | 38     | 10     | 10     | 18     | 26,32      | 13º               |
| Totale Siena          | Totale Siena          | Totale Siena          | 100        | 36         | 34         | 30         |                 | 14              | 5               | 3               | 6               |                    | -                  | -                  | -                  | -                  |             | -           | -           | -           | -           | 114    | 41     | 37     | 36     | 35,96      |                   |
| dic. 2004-2005        | Lazio                 | A                     | 22         | 7          | 6          | 9          | CI              | 2               | 1               | 0               | 1               | CU                 | -                  | -                  | -                  | -                  | SI          | -           | -           | -           | -           | 24     | 8      | 6      | 10     | 33,33      | Sub. 13º          |
| feb.-giu. 2006        | Palermo               | A                     | 16         | 7          | 5          | 4          | CI              | 3               | 2               | 0               | 1               | CU                 | 4                  | 2                  | 0                  | 2                  | -           | -           | -           | -           | -           | 23     | 11     | 5      | 7      | 47,83      | Sub. 5º           |
| dic. 2006-2007        | Lecce                 | B                     | 24         | 11         | 5          | 8          | CI              | -               | -               | -               | -               | -                  | -                  | -                  | -                  | -                  | -           | -           | -           | -           | -           | 24     | 11     | 5      | 8      | 45,83      | Sub. 9º           |
| 2007-2008             | Lecce                 | B                     | 42+4       | 23+3       | 14+1       | 5+0        | CI              | 1               | 0               | 1               | 0               | -                  | -                  | -                  | -                  | -                  | -           | -           | -           | -           | -           | 47     | 26     | 16     | 5      | 55,32      | 3º (prom.)        |
| Totale Lecce          | Totale Lecce          | Totale Lecce          | 66+4       | 34+3       | 19+1       | 13+0       |                 | 1               | 0               | 1               | 0               |                    | -                  | -                  | -                  | -                  |             | -           | -           | -           | -           | 75     | 37     | 21     | 13     | 49,33      |                   |
| apr.-giu. 2009        | Bologna               | A                     | 7          | 3          | 2          | 2          | CI              | -               | -               | -               | -               | -                  | -                  | -                  | -                  | -                  | -           | -           | -           | -           | -           | 7      | 3      | 2      | 2      | 42,86      | Sub. 17º          |
| ago.-ott. 2009        | Bologna               | A                     | 8          | 1          | 3          | 4          | CI              | 1               | 0               | 1               | 0               | -                  | -                  | -                  | -                  | -                  | -           | -           | -           | -           | -           | 9      | 1      | 4      | 4      | 11,11      | Eson.             |
| Totale Bologna        | Totale Bologna        | Totale Bologna        | 15         | 4          | 5          | 6          |                 | 1               | 0               | 1               | 0               |                    | -                  | -                  | -                  | -                  |             | -           | -           | -           | -           | 16     | 4      | 6      | 6      | 25,00      |                   |
| mar. 2011             | Torino                | B                     | 2          | 0          | 0          | 2          | CI              | -               | -               | -               | -               | -                  | -                  | -                  | -                  | -                  | -           | -           | -           | -           | -           | 2      | 0      | 0      | 2      | &0,00      | Sub., Eson.       |
| Totale carriera       | Totale carriera       | Totale carriera       | 648        | 235        | 236        | 177        |                 | 59              | 22              | 12              | 25              |                    | 4                  | 2                  | 0                  | 2                  |             | -           | -           | -           | -           | 711    | 259    | 248    | 204    | 36,43      |                   |

## Palmarès

### Giocatore

#### Competizioni internazionali
- Coppa delle Alpi: 1

Lazio: 1971

### Allenatore

#### Competizioni nazionali
- Campionato italiano Serie C1: 1

Fidelis Andria: 1996-1997
- Campionato italiano di Serie B: 1

Siena: 2002-2003